# Brittany Ishibashi
Brittany Mariko Ishibashi (2 novembre 1980) è un'attrice statunitense, di origine giapponese.

## Filmografia parziale

### Cinema
- November, regia di Greg Harrison (2004)
- Undiscovered, regia di Meiert Avis (2005)
- The Heart Specialist, regia di Dennis Cooper (2006)
- Leoni per agnelli (Lions for Lambs), regia di Robert Redford (2007)
- Eagle Eye, regia di D. J. Caruso (2008)
- Everything Before Us, regia di Wesley Chan e Philip Wang (2015)
- Tartarughe Ninja - Fuori dall'ombra (Teenage Mutant Ninja Turtles: Out of the Shadows), regia di Dave Green (2016)

### Televisione
- Angel - serie TV, episodio 4x03 (2002)
- E-Ring – serie TV, 5 episodi (2005-2006)
- In Justice – serie TV, 2 episodi (2006)
- Veronica Mars – serie TV, episodio 3x10 (2006)
- Supernatural – serie TV, episodio 3x13 (2008)
- La rivincita delle damigelle (Revenge of the Bridesmaids), regia di James Hayman – film TV (2010)
- Emily Owens, M.D. – serie TV, 5 episodi (2012-2013)
- Political Animals – serie TV, 6 episodi (2012)
- Castle – serie TV, episodio 6x18 (2014)
- Grace and Frankie – serie TV, 7 episodi (2015-2022)
- Runaways – serie TV, 32 episodi (2017-2019)
- Hawaii Five-0 – serie TV, 4 episodi (2019)
- La campanella dei desideri (Every Time a Bell Rings), regia di Maclain Nelson – film TV (2021)

## Doppiatrici italiane
Nelle versioni in italiano dei suoi lavori, Brittany Ishibashi è stata doppiata da:
- Monica Ward in Tartarughe Ninja - Fuori dall'ombra
- Antonella Baldini in Angel
- Letizia Scifoni in Desperate Housewives
- Angela Brusa in Castle
- Erica Necci in Major Crimes
- Monica Migliori in Runaways
- Elena Perino in Hawaii Five-0
- Perla Liberatori ne La campanella dei desideri